# De vlucht naar Egypte (Rembrandt)
De vlucht naar Egypte is een vroeg schilderij van de Nederlandse schilder Rembrandt van Rijn. Het bevindt zich in het Museum voor Schone Kunsten in de Franse stad Tours.

## Voorstelling

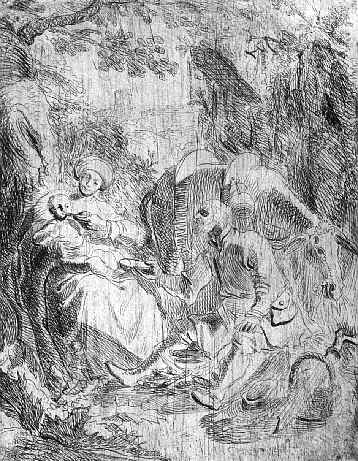
Rembrandt. Rust op de vlucht naar Egypte. Ca. 1626. Ets.

Het werk stelt Jozef, Maria en het kind Jezus voor op een nachtelijke reis. De scène is ontleend aan het Bijbelverhaal, waarin Jezus aan de 'kindermoord in Bethlehem' weet te ontkomen, en zijn ouders met hem naar Egypte vluchten. Rembrandt had een voorliefde voor Bijbelse voorstellingen en beeldde de 'Vlucht naar Egypte' zes keer af, zowel in schilderij- als in prentvorm.
Het schilderij hangt samen met een ets met de voorstelling Rust op de vlucht naar Egypte. Op deze ets is dezelfde, ongebruikelijke hoed van Jozef, te zien en ook de kop van de ezel en de zaag als attribuut van de timmerman Jozef komen met het schilderij overeen. Deze prent wordt dan ook omstreeks 1626 gedateerd en is daarmee waarschijnlijk de eerst bekende ets van Rembrandt.

## Toeschrijving
Toen het werk in 1950 in het Museum voor Schone Kunsten terechtkwam, was de maker ervan niet bekend. Pas toen het in 1956 schoongemaakt werd kwamen de initialen R.H. (Rembrandt Harmenszoon) en het jaartal 1627 tevoorschijn.

## Herkomst
Het werk werd in 1950 aan het museum geschonken door Mevr. Benjamin Chaussemiche.
Adriaantje Hollaer · Ahasveros en Haman aan het feestmaal van Esther · De anatomische les van Dr. Deijman · De anatomische les van Dr. Nicolaes Tulp · Andromeda aan de rots geketend · Aristoteles bij de buste van Homerus · Artemisia · Badende vrouw · Bathseba met de brief van koning David · De blindmaking van Simson · De brillenverkoper · Buitenlandse admiraal · Christus in de storm op het meer van Galilea · Christus met een staf · Danaë · David en Uria · De doop van de kamerling · Het feestmaal van Belsazar · Flora · Gelijkenis van de rijke dwaas · Historiestuk · Jacob zegent de zonen van Jozef · Jeremia treurend over de verwoesting van Jeruzalem · Het Joodse bruidje · De maaltijd in Emmaüs · Marten Soolmans en Oopjen Coppit · Mozes en de tafelen der wet · De Nachtwacht · Het offer van Abraham (1635) · Pallas Athene · Portret van een man met handschoenen in de hand · Portret van een man · Portret van Amalia van Solms · Portret van Baertje Martens · Portret van Herman Doomer · Portret van Jan Six · Portret van Johannes Wtenbogaert · Portret van Maurits Huygens · De samenzwering van de Bataven onder Claudius Civilis · De schilder in zijn atelier · De Staalmeesters · De steniging van de Heilige Stefanus · Terugkeer van de verloren zoon · Titus aan de lezenaar · Titus als monnik · De Vaandeldrager · De verloochening van Petrus · De verloren zoon in een herberg · Het vertrek van de Sunammitische vrouw · De vlucht naar Egypte · De vlucht naar Egypte · Zelfportret op jeugdige leeftijd (ca. 1628) · Zelfportret met twee cirkels · Zelfportret als de apostel Paulus